# Tomasz Motyka
Tomasz Marek Motyka (Breslavia, 8 de mayo de 1981) es un deportista polaco que compitió en esgrima, especialista en la modalidad de espada.
Participó en los Juegos Olímpicos de Pekín 2008, obteniendo una medalla de plata en la prueba por equipos (junto con Adam Wiercioch, Radosław Zawrotniak y Robert Andrzejuk).
Ganó una medalla de bronce en el Campeonato Mundial de Esgrima de 2009 y ocho medallas en el Campeonato Europeo de Esgrima entre los años 2002 y 2011.

## Palmarés internacional
| Juegos Olímpicos   | Juegos Olímpicos        | Juegos Olímpicos  | Juegos Olímpicos   |
| Año                | Lugar                   | Medalla           | Prueba             |
| ------------------ | ----------------------- | ----------------- | ------------------ |
| 2008               | Pekín (China)           | Medalla de plata  | Espada por equipos |
| Campeonato Mundial |                         |                   |                    |
| Año                | Lugar                   | Medalla           | Prueba             |
| 2009               | Antalya (Turquía)       | Medalla de bronce | Espada por equipos |
| Campeonato Europeo |                         |                   |                    |
| Año                | Lugar                   | Medalla           | Prueba             |
| 2002               | Moscú (Rusia)           | Medalla de plata  | Espada por equipos |
| 2003               | Bourges (Francia)       | Medalla de bronce | Espada individual  |
| 2004               | Copenhague (Dinamarca)  | Medalla de plata  | Espada por equipos |
| 2005               | Zalaegerszeg (Hungría)  | Medalla de oro    | Espada individual  |
| 2005               | Zalaegerszeg (Hungría)  | Medalla de oro    | Espada por equipos |
| 2006               | Esmirna (Turquía)       | Medalla de plata  | Espada por equipos |
| 2007               | Gante (Bélgica)         | Medalla de plata  | Espada por equipos |
| 2011               | Sheffield (Reino Unido) | Medalla de bronce | Espada individual  |